# Edlington (Lincolnshire)
Edlington est une paroisse civile et un village du Lincolnshire, en Angleterre.